# Berta
Berta je ženské křestní jméno. Podle českého kalendáře má svátek 23. září.
V občanském kalendáři se dnes vyskytuje Berta nebo také Bertina. Staročeskou podobou tohoto jména je Perchta. Toto
jméno německého původu má základ ve staroněmeckém slově berath, jež znamená „zářící“ nebo „skvělá“. Může být spojení s hypotetickou germánskou bohyní Berchtou nebo Perchtou.

## Statistické údaje
Následující tabulka uvádí četnost jména v ČR a pořadí mezi ženskými jmény ve srovnání dvou roků, pro které jsou dostupné údaje MV ČR – lze z ní tedy vysledovat trend v užívání tohoto jména:
| Rok       | Četnost    | Pořadí   |
| 1999      | 1433       | 201.     |
| 2002      | 1315       | 203.     |
| Porovnání | o 118 méně | o 2 hůře |
| 2006      | 1036       | 237.     |

Změna procentního zastoupení tohoto jména mezi žijícími ženami v ČR (tj. procentní změna se započítáním celkového úbytku žen v ČR za sledované tři roky 1999–2002) je −7.5%, což svědčí o poměrně značném poklesu obliby tohoto jména.

## Známé nositelky jména
- Berta Holandská – francouzská královna
- Berta Aragonská – aragonská a navarrská královna
- Berta Savojská – manželka Jindřicha IV., římskoněmecká královna a císařovna
- Berta Zuckerkandlová – rakouská spisovatelka
- Bertha von Suttner (1843–1914) – nositelka Nobelovy ceny míru narozená v Praze

## Nositelky Perchty
- Perchta – lidová postava známá z jižního Německa a Rakouska.
- Perchta Kazi Pátá – česká spisovatelka
- Perchta z Rožmberka – dcera Oldřicha II. a Kateřiny z Vartmberka